# Tiffany Hayes
Tiffany Kiara Hayes (Fort Polk South, 20 settembre 1989) è una cestista statunitense naturalizzata azera, professionista nella WNBA.

## Carriera
È stata selezionata dalle Atlanta Dream al secondo giro del Draft WNBA 2012 (14ª scelta assoluta).
Con gli Stati Uniti ha disputato le Universiadi di Belgrado 2009.

## Statistiche

### College
| Anno       | Squadra       | PG  | PT  | MP   | TC%  | 3P%  | TL%  | RP  | AP  | PRP | SP  | PP   |
| ---------- | ------------- | --- | --- | ---- | ---- | ---- | ---- | --- | --- | --- | --- | ---- |
| 2008-2009† | UConn Huskies | 39  | -   | 25,7 | 45,8 | 37,4 | 75,9 | 4,0 | 2,6 | 1,1 | 0,4 | 8,4  |
| 2009-2010† | UConn Huskies | 39  | 37  | 26,4 | 43,9 | 32,1 | 73,4 | 3,3 | 3,0 | 1,0 | 0,4 | 10,2 |
| 2010-2011  | UConn Huskies | 38  | 38  | 31,7 | 43,5 | 34,9 | 77,5 | 4,6 | 3,7 | 1,4 | 0,4 | 13,6 |
| 2011-2012  | UConn Huskies | 38  | 38  | 30,2 | 50,3 | 40,7 | 80,8 | 5,8 | 3,3 | 2,3 | 0,3 | 14,7 |
| Carriera   | Carriera      | 154 | 113 | 28,4 | 46,0 | 36,0 | 77,4 | 4,4 | 3,1 | 1,4 | 0,4 | 11,7 |

### WNBA

#### Regular Season
| Anno     | Squadra         | PG  | PT  | MP   | TC%  | 3P%  | TL%  | RP  | AP  | PRP | SP  | PP   |
| -------- | --------------- | --- | --- | ---- | ---- | ---- | ---- | --- | --- | --- | --- | ---- |
| 2012     | Atlanta Dream   | 34  | 17  | 23,1 | 39,0 | 27,3 | 78,6 | 3,1 | 2,1 | 0,8 | 0,4 | 8,6  |
| 2013     | Atlanta Dream   | 23  | 4   | 22,3 | 40,6 | 37,7 | 74,5 | 3,7 | 1,7 | 1,2 | 0,1 | 11,3 |
| 2014     | Atlanta Dream   | 34  | 32  | 28,4 | 46,6 | 35,7 | 76,0 | 3,0 | 2,5 | 1,0 | 0,3 | 12,9 |
| 2015     | Atlanta Dream   | 28  | 27  | 29,9 | 39,2 | 27,4 | 80,5 | 3,0 | 2,2 | 1,0 | 0,4 | 12,9 |
| 2016     | Atlanta Dream   | 33  | 33  | 30,8 | 44,1 | 27,4 | 80,4 | 3,4 | 2,4 | 1,2 | 0,2 | 15,0 |
| 2017     | Atlanta Dream   | 33  | 33  | 30,0 | 43,6 | 37,2 | 85,4 | 3,8 | 2,4 | 1,2 | 0,2 | 16,3 |
| 2018     | Atlanta Dream   | 31  | 29  | 28,9 | 44,1 | 32,1 | 81,7 | 3,6 | 2,7 | 1,2 | 0,2 | 17,2 |
| 2019     | Atlanta Dream   | 29  | 29  | 28,2 | 39,3 | 30,8 | 76,4 | 3,0 | 2,8 | 1,0 | 0,3 | 14,7 |
| 2021     | Atlanta Dream   | 21  | 19  | 28,3 | 43,8 | 40,5 | 85,3 | 3,2 | 3,0 | 1,6 | 0,2 | 14,7 |
| 2022     | Atlanta Dream   | 11  | 11  | 27,5 | 54,5 | 42,9 | 68,3 | 3,6 | 2,1 | 0,7 | 0,1 | 16,2 |
| 2023     | Connecticut Sun | 40  | 40  | 27,1 | 47,6 | 36,6 | 77,8 | 3,0 | 2,6 | 0,9 | 0,1 | 12,1 |
| 2024     | Las Vegas Aces  | 33  | 5   | 21,5 | 50,0 | 40,2 | 71,4 | 2,8 | 2,1 | 0,8 | 0,3 | 9,5  |
| Carriera | Carriera        | 350 | 279 | 27,2 | 43,9 | 34,0 | 79,1 | 3,3 | 2,4 | 1,0 | 0,2 | 13,2 |

#### Playoffs
| Anno     | Squadra         | PG | PT | MP   | TC%  | 3P%  | TL%  | RP  | AP  | PRP | SP  | PP   |
| -------- | --------------- | -- | -- | ---- | ---- | ---- | ---- | --- | --- | --- | --- | ---- |
| 2012     | Atlanta Dream   | 3  | 0  | 16,3 | 36,4 | 33,3 | 100  | 2,3 | 1,7 | 1,7 | 0,3 | 4,3  |
| 2013     | Atlanta Dream   | 8  | 6  | 28,6 | 39,0 | 35,3 | 76,7 | 4,5 | 1,9 | 0,5 | 0,0 | 12,4 |
| 2014     | Atlanta Dream   | 3  | 3  | 30,7 | 48,1 | 33,3 | 90,0 | 3,0 | 2,0 | 0,3 | 0,3 | 12,7 |
| 2016     | Atlanta Dream   | 1  | 1  | 37,0 | 58,8 | 42,9 | 87,5 | 6,0 | 2,0 | 1,0 | 0,0 | 30,0 |
| 2018     | Atlanta Dream   | 5  | 5  | 33,6 | 44,4 | 37,5 | 80,0 | 6,2 | 3,4 | 1,4 | 0,2 | 16,4 |
| 2023     | Connecticut Sun | 7  | 7  | 26,1 | 52,7 | 48,4 | 87,5 | 3,4 | 1,6 | 0,6 | 0,3 | 14,3 |
| 2024     | Las Vegas Aces  | 6  | 0  | 21,7 | 51,2 | 50,0 | 81,3 | 3,5 | 2,8 | 1,8 | 0,2 | 10,5 |
| Carriera | Carriera        | 33 | 22 | 26,9 | 46,7 | 41,1 | 82,2 | 4,1 | 2,2 | 1,0 | 0,2 | 12,9 |

## Palmarès
- 2 volte campionessa NCAA (2009, 2010)
- All-WNBA First Team (2018)
- WNBA All-Defensive Second Team (2018)
- WNBA All-Rookie First Team (2012)
- WNBA Sixth Woman of the Year (2024)